# Saron marmoratus
Crevette marbrée
Espèce
Synonymes
- Hippolyte gibberosus H. Milne Edwards, 1837 (in H. Milne Edwards, 1834-1840)[2]
- Hippolyte gibberosus H. Milne Edwards, 1837[3]
- Hippolyte hemprichii Heller, 1861[2] [3]
- Hippolyte leachii Guérin-Méneville, 1838 (in Guérin-Méneville, 1829-1838)[2]
- Hippolyte leachii Guérin-Méneville, 1838[3]
- Hyppolite kraussii Bianconi, 1869[2] [3]
- Nauticaris grandirostris Pearson, 1905[2] [3]
- Palaemon marmoratus Olivier, 1811[2] [3]

Saron marmoratus, la Crevette marbrée ou Crevette saron, est une espèce de crevettes à bosse de la famille des Hippolytidae.

## Description

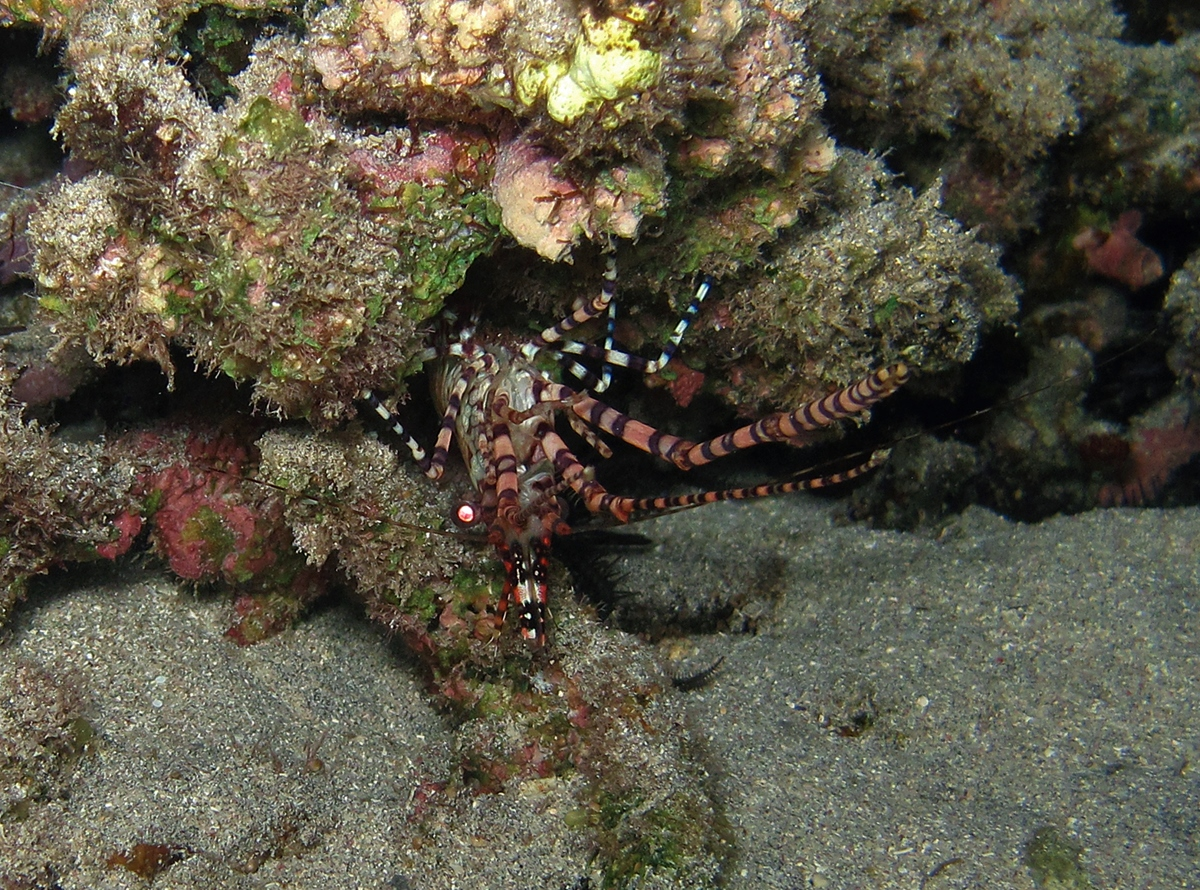
Sortant de son trou

Saron marmoratus est une petite crevette tropicale mesurant rarement plus de 5 cm. Particulièrement bariolée, elle est caractérisée par une carapace blanche marbrée de motifs multicolores complexes et plus ou moins géométriques. Les pattes sont longues et annelées de blanc et de violet, et les femelles portent des touffes de phanères sur plusieurs endroits du corps, notamment les pattes avant.
La nuit elle devient rouge et elle chasse des animaux plus petits qu'elle.

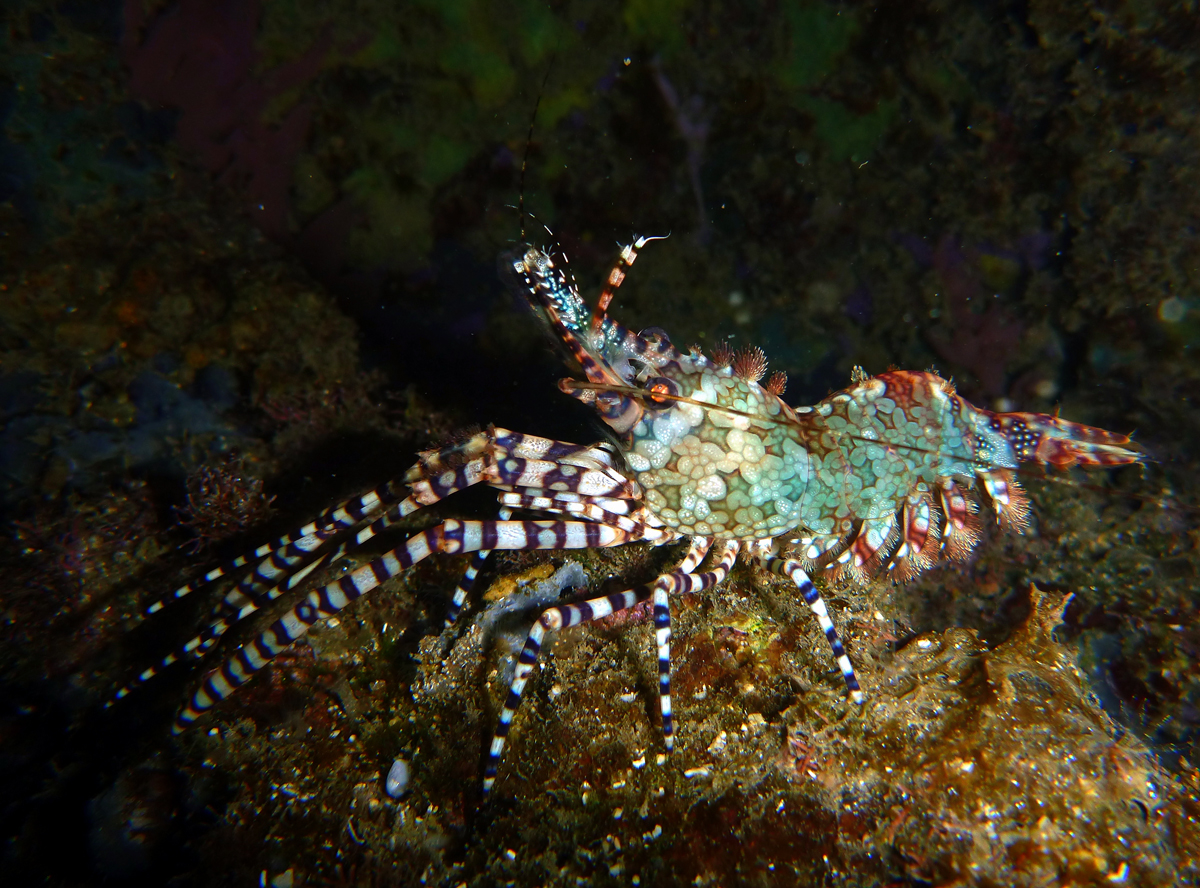
Mâle
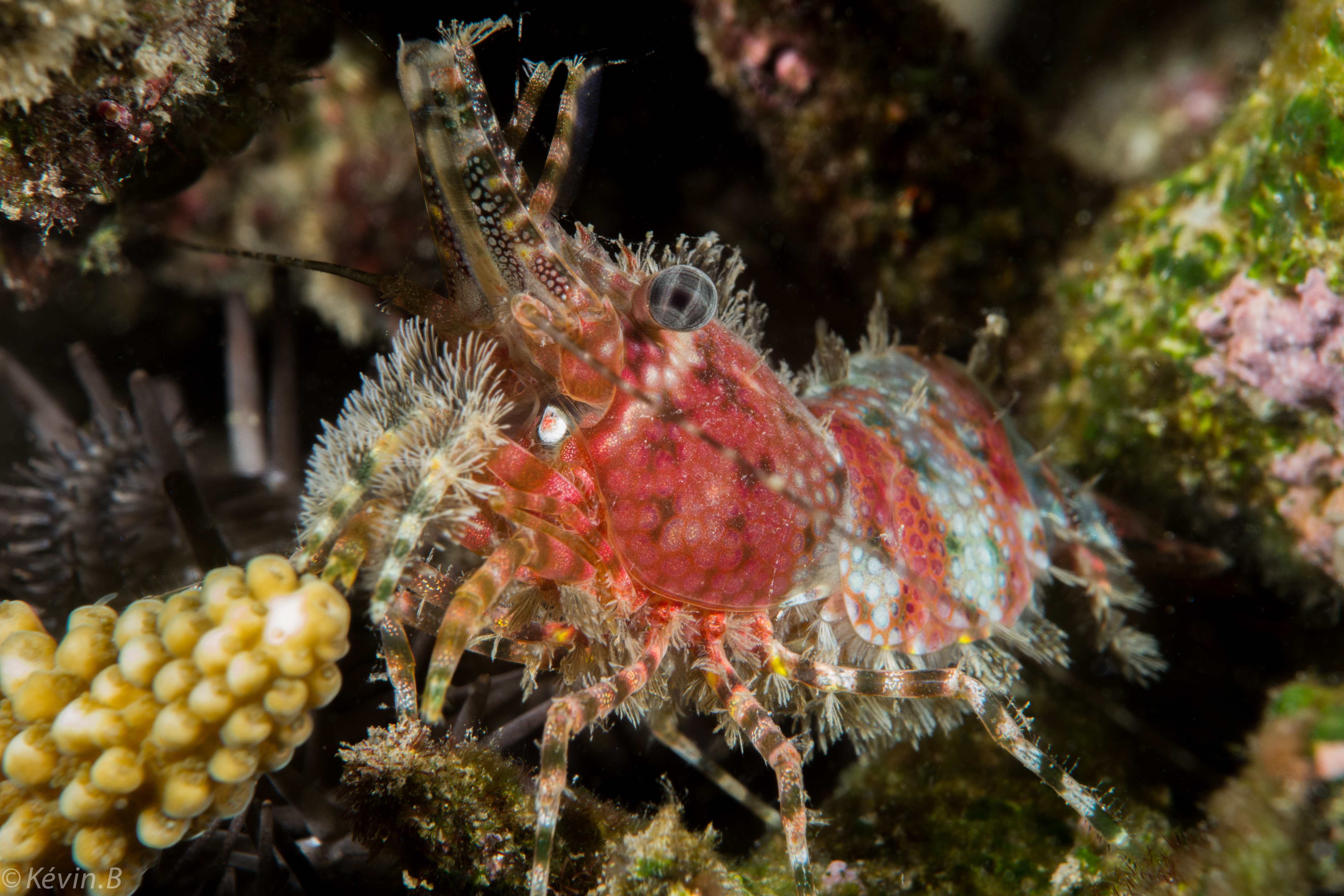
Femelle

## Habitat et répartition
Saron marmoratus est inféodée aux récifs de corail de l'Indo-Pacifique ; on la trouve entre la surface et 30 m de profondeur.